# 毛线捆菌属
毛线捆菌属（学名：Polytolypa）是阿耶洛双态菌科的一个单型真菌属，因为该属目前只有豪猪毛线捆菌一个种 。種系基因組学（Phylogenomics）分析显示毛线捆菌属与灰色螺旋裸被菌属是阿耶洛双态菌科的基础进化支（basal clade）真菌， 但这两个腐生菌与双态菌科其它成员不同，一是目前还没有发现它们具有双态性；其二是没有发现它们有致病性，到目前为止还没有发现它们导致动物或人类疾病的报道。
豪猪毛线捆菌最初由多伦多大学真菌学家JA Scott和DW Malloch于1993年描述，分离自加拿大安大略省斯托利（Stoneleigh）的豪猪粪便。 通用名Polytolypa来自希腊字根（πολυ）意为“许多”，和tolype（τολυπη），意为“毛线捆”（表示菌丝附件呈毛线捆状），hystricis则为豪猪的希腊语（υστριξ）。《MycoBank》（2008年）第10版确认在阿耶洛双态菌科。
在有性生殖相，毛线捆菌的有果形（teleomorph）为裸被子囊果（gymnothecial ascomata），呈球形，直径200-400 μm。起初为白色，成熟时变成铁锈色或棕色。子囊成簇或零散分布于菌丝体之中。菌丝体末端还有毛线捆状的菌丝附件，螺旋的数量为3–15，因此而得名。
子囊（asci）呈球形，大小为9-10 x 12-13 μm。每个子囊包含八个子囊孢子（ascospore），当子囊在成熟溶解时，便释放出子囊孢子。后者呈椭圆形，黄色至橙黄色，大小为2.5-5 x 3-4μm。在光学显微镜观察下子囊孢子表面光滑，但在扫描电子显微镜下，表面可见散在的小凸起。
豪猪毛线捆菌也可进行无性繁殖，其无果形（anamorph）与其它双态性真菌一样，为分生孢子（conidia），形状大小类似金孢子菌属。 无果形是否有双态性尚未可知。